# Sentier du Zèbre
Le sentier du Zèbre est un sentier de randonnée français situé à La Réunion, sur le territoire de la commune de l'Entre-Deux. Il rejoint le Sentier de la Grande Jument et de là il permet d'atteindre le Dimitile.